# Statue équestre de Jeanne d'Arc (New York)
La statue de Jeanne d'Arc à New York est une statue équestre en bronze de 1915 sur un socle en granit. Elle est sculptée par l'Américaine Anna Hyatt Huntington. La statue, située dans le quartier riche de Manhattan à New York, a coûté à l'époque 35 000 $ soit 1 036 728 $ en 2023. Elle représente la sainte catholique et l'héroïne populaire française Jeanne d'Arc.

## Descriptif et historique
La statue de Jeanne d'Arc de Huntington se dresse à l'intersection de Riverside Drive et de la 93e rue à Manhattan. Des copies sont aussi installées à San Francisco en Californie, à Blois, à Gloucester au Massachusetts et à Québec au jardin Jeanne-d'Arc.
Coulée en bronze par la Gorham Manufacturing Company, elle fait une fois et demie la taille de Jeanne d'Arc. Sa base en granit Mohegan est conçue par John Vredenburgh van Pelt, elle contient des pierres de la cellule de Rouen dans laquelle Jeanne a été emprisonnée avant son exécution sur le bûcher en 1431 ainsi que de la cathédrale de Reims.
L'ambassadeur de France aux USA Jean Jules Jusserand prend la parole lors de son inauguration le 6 décembre 1915. Les 35 000 $ (937 500 $ en 2022) nécessaires à l'érection de la statue sont donnés par J. Sanford Saltus, de l'American Numismatic Society. Huntington est catapultée sous les projecteurs internationaux après le dévoilement de la statue avec des invités tels que Mina Edison, la deuxième épouse de l'inventeur Thomas Edison.
En 1919, le New York Camera Club organise un concours pour déterminer qui pourrait prendre la meilleure photo de la statue. Les quatre meilleurs participants voient leurs photos publiées dans le New-York Tribune du 16 novembre 1919.

## Prix
- Le modèle en plâtre qu'Huntington réalise à l'atelier de Jules Dalou, lui vaut une mention honorable au Salon de Paris de 1910.
- L'une des œuvres d'art attribuées au mouvement City Beautiful[1].
- A valu à Anna Huntington la Légion d'honneur[1].